# Huppertzhof

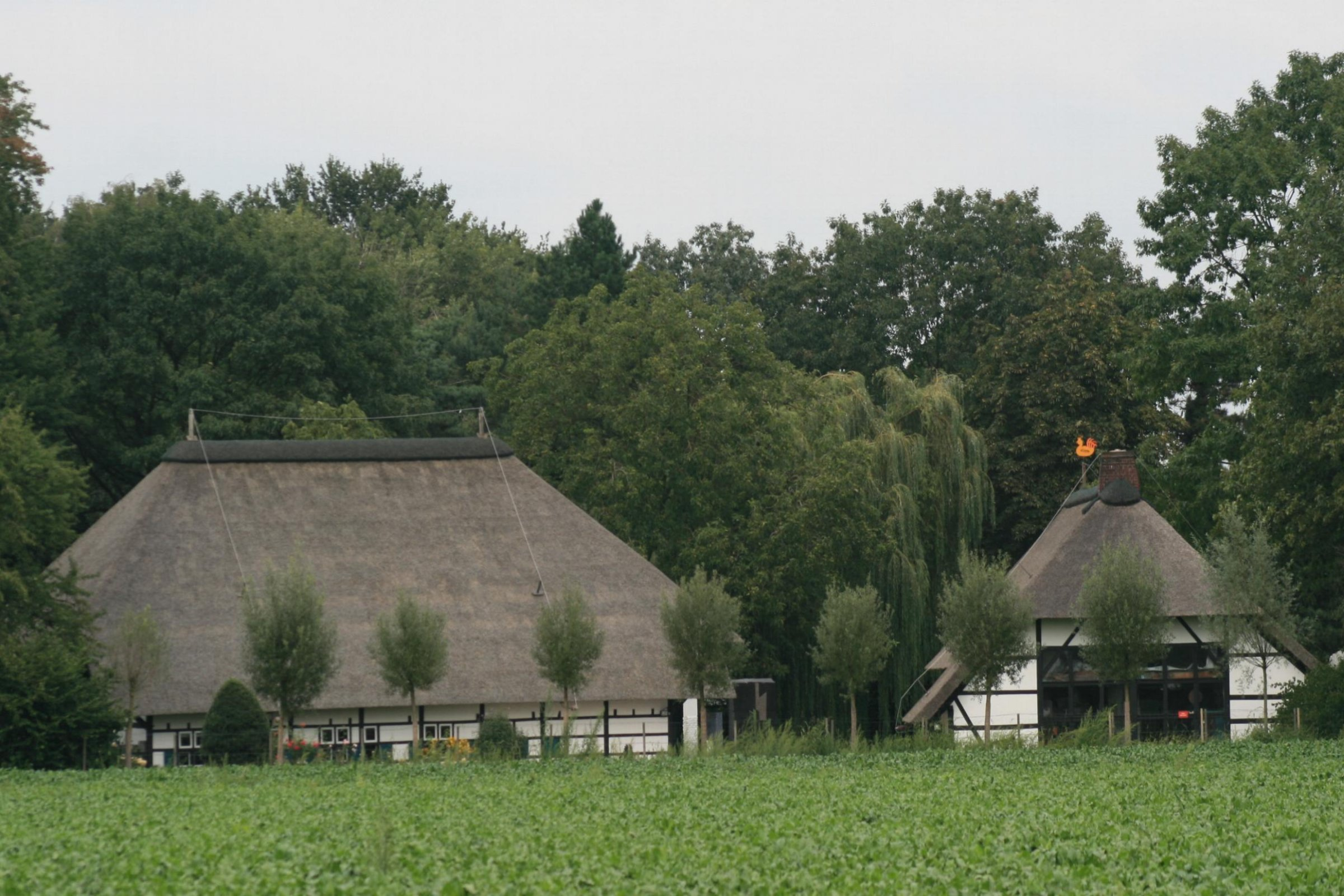
Fachwerkhofanlage (2010)

Der denkmalgeschützte Huppertzhof ist eine Fachwerkhofanlage im Stadtteil Uedding in Mönchengladbach (Nordrhein-Westfalen).

## Geschichte
Die Hofanlage entstand Mitte des 16. Jahrhunderts und ist der älteste Bauernhof am Niederrhein. Das frühere Gut der Gladbacher Abtei wurde in den 1960er Jahren von der Stadt Mönchengladbach erworben und restauriert. Seit 1967 dient die Anlage dem Künstler Heinz Mack als Wohnort und Atelier, der auf dem Gelände auch einige seiner Skulpturen aufgestellt hat. Bei einem Brand im September 1984 brannte eins der Gebäude bis auf die Grundmauern nieder. Am 14. Oktober 1986 wurde die Hofanlage unter Nr. U 009 in die Denkmalliste der Stadt Mönchengladbach eingetragen.

## Architektur
In Neuwerk-Uedding steht die offene Hofanlage mit der Adresse Ueddinger Straße 230–234, die aus drei Gebäuden besteht. Das Haupthaus stammt aus der Mitte des 16. Jahrhunderts. Es gehört zu den sogenannten Rauchhäusern. Das Gebäude ist zweigeschossig und besteht aus fünf Gebinden mit vier Achsen und drei Schiffen. Ein Walmdach schließt das Gebäude ab. Das Nebenhaus stammt aus dem 17. Jahrhundert und besteht aus vier Gebinden. Die Scheune stammt aus dem 17. bis 18. Jahrhundert. Der Huppertzhof ist aus stadthistorischen Gründen als Denkmal schützenswert.